# Ortskapelle Eulenbach

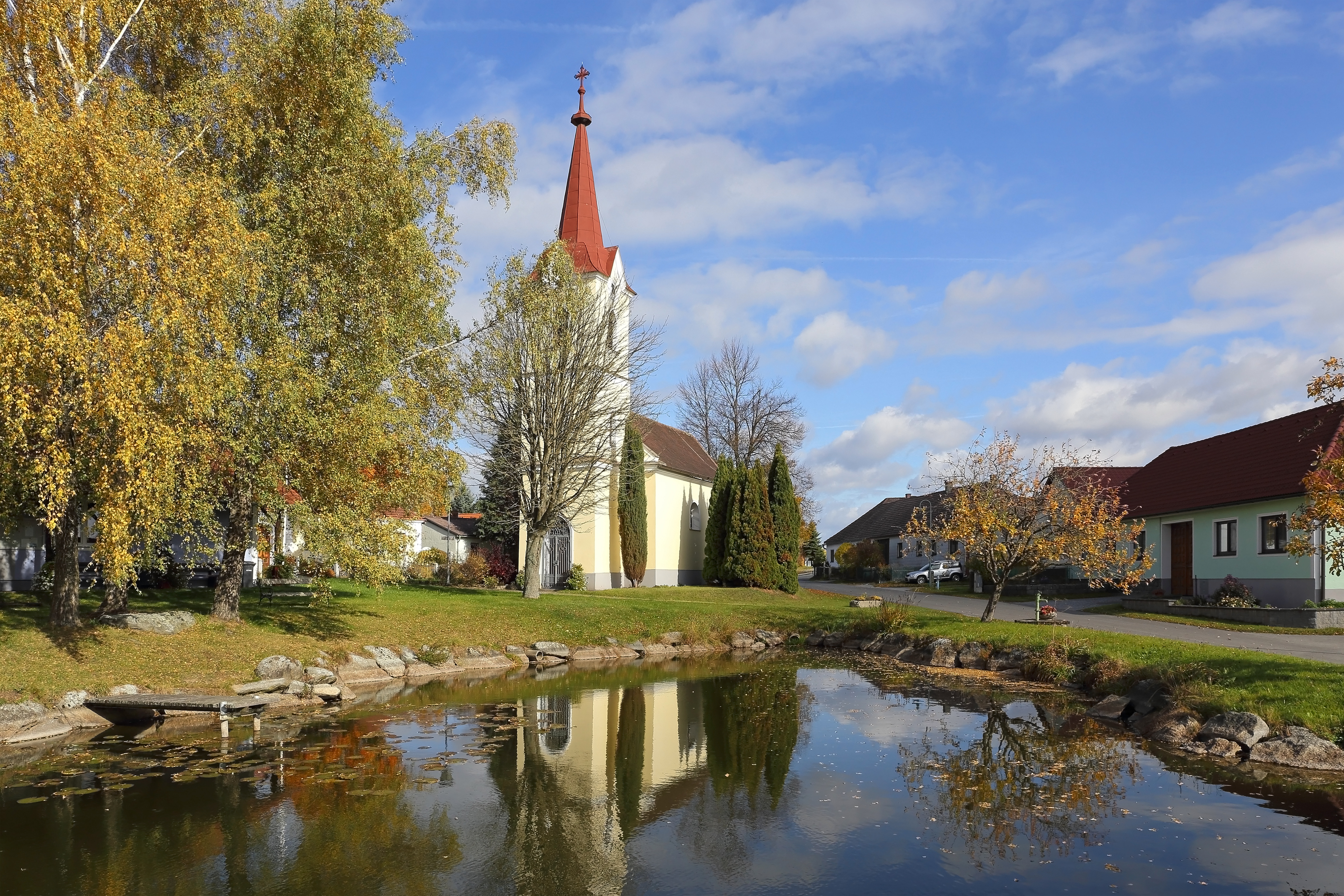
Katholische Ortskapelle hl. Anna in Eulenbach

Die Ortskapelle Eulenbach steht am Nordende des Angers im Ort Eulenbach in der Marktgemeinde Vitis im Bezirk Waidhofen an der Thaya in Niederösterreich. Die auf die heilige Anna geweihte römisch-katholische Ortskapelle gehört zum Dekanat Waidhofen an der Thaya in der Diözese St. Pölten. Die Kapelle steht unter Denkmalschutz (Listeneintrag).

## Geschichte
Die Kapelle wurde 1734/1735 erbaut und 1888 renoviert.

## Architektur
Der barocke Kirchenbau mit einem eingezogenen abgerundeten Chor im Norden hat kleine Rundbogenfenster. Der vorgestellte Fassadenturm mit einem Spitzbogenportal trägt einen Giebelspitzhelm aus dem späten 19. Jahrhundert.
Das Kapelleninnere zeigt ein Langhaus unter einer gekehlten Flachdecke und einen Chor unter einer Stichkappentonne.

## Ausstattung
Das barocke Ädikulaaltärchen um 1700 trägt seitlich die Figuren Katharina und Barbara und zeigt das Altarblatt Unterricht Mariens.
Es gibt eine gotische Schnitzfigur Pietà um 1400, später überfast.